# Berosus hoplites
Berosus hoplites är en skalbaggsart som beskrevs av Sharp 1887. Berosus hoplites ingår i släktet Berosus och familjen palpbaggar. Inga underarter finns listade i Catalogue of Life.